# Udo Samel
Udo Samel er en tysk skuespiller født 25. juni 1953 i Eitelsbach. Før Udo Samel blev optaget på skuespillerskole i Frankfurt am Main i 1974, studerede han slavisk og filosofi i et år.
Efter skuespillerstudiet fandt han sit kunstneriske hjem i 1978 på Berlins showscene. Han har sidenhen spillet meget teater. Udo har også været med i en del film. Hans filmdebut begyndte i 1978 med filmen "Kniv i hovedet" (Messer im Kopf). I 1986 spillede han med i filmen Med mine varme tårer (Mit meinen heißen Tränen). For denne film modtog han flere udmærkelser, bl.a. Grimme-Preis. I 1991 blev han kåret som årets skuespiller. Desuden havde han en af hovedrollerne i Kondom des Grauens (da:Gruens Kondom, en:Killer Condom) fra 1996.